# 김운용
김운용(金雲龍, 1931년 3월 19일~2017년 10월 3일)은 대한민국의 군인, 정치인, 스포츠 행정가이다. 대한태권도협회 회장, 세계 태권도 연맹 총재, 제31·32·33대 대한체육회 회장, 국제올림픽위원회(IOC) 위원을 역임하였다.
김운용은 연희대 출신으로 육군 갑종사관 임관 후 한국 전쟁에 참전하였고, 특히 미국으로 세 차례 유학을 다녀오며 익힌 영어 실력을 인정받아 1군사령관 송요찬의 부관으로 일했다. 4·19 혁명 당시 계엄사령관인 송요찬의 부관으로 근무하였으며, 경찰의 실탄 요청을 송요찬이 거부하였다고 증언하였다.
1971년부터 1991년까지 대한태권도협회 회장을 역임했으며 1973년부터 2004년까지 세계 태권도 연맹을 역임했다. 태권도의 세계화를 추진했으며 태권도가 올림픽 정식 종목으로 채택되는 데에 중요한 역할을 했다. 1986년부터 국제 올림픽 위원회(IOC) 위원으로 활동했으며, 1992년에는 부위원장에 당선되기도 하였다. 2001년 IOC위원장 선거에 출마했으나 낙선하였다. 2005년 공금 횡령 등의 혐의로 구속된 후에 IOC 위원직을 사퇴했다. 2017년 10월 3일 서울특별시 서대문구의 세브란스병원에서 86세를 일기로 세상을 떠났다.

## 학력
- 1952년 대한민국 육군보병학교 졸업
- 1952년 미국 육군보병학교 졸업
- 1953년 대한민국 육군포병학교 졸업
- 1954년 대한민국 육군공병학교 졸업
- 1956년 연세대학교 정치외교학과 학사
- 1960년 미국 텍사스 웨스턴 대학교(텍사스 대학교 엘패소, University of Texas at El Paso) 행정학과 학사
- 1961년 연세대학교 대학원 정치학 석사
- 1963년 연세대학교 대학원 행정학 박사 학위 과정 수료
- 1976년 미국 메리빌 대학교(Maryville College) 법학박사 학위 과정 수료

## 약력
- 1961년: 장면 내각의 수반 의전 추서관을 역임함.
- 1962년: 동덕여자대학교 강사를 역임함.
- 1963년~1968년: 미국 주재 대한민국 대사관 참사관, 유엔(UN) 주재 대한민국 대표부 참사관, 영국 주재 대한민국 대사관 참사관을 역임함.
- 1965년: 제20차 유엔 총회에서 대한민국 대표로 참석함.
- 1971년~1991년: 대한태권도협회 회장을 역임함.
- 1973년~2004년: 세계 태권도 연맹 총재를 역임함.
- 1974년: 대한체육회 부회장, 대한올림픽위원회 부위원장 겸 명예 총무로 임명됨.
- 1982년: 대한민국 외무부 정책 자문 위원으로 위촉됨.
- 1982년: 1986년 서울 아시안 게임 조직위원회 부위원장, 1988년 서울 하계 올림픽 조직위원회 부위원장으로 임명됨.
- 1986년~2005년: 국제 올림픽 위원회(IOC) 위원을 역임함.
- 1986년~2004년: 국제 경기 연맹 총연합회(GAISF, 현 스포츠어코드) 회장을 역임함.
- 1990년 2월: 서울평화상 위원회 위원으로 위촉됨.
- 1990년 6월: 대한민국의 노태우 대통령의 특사 자격으로 폴란드, 헝가리, 유고슬라비아를 방문함.
- 1992년 7월: 국제 올림픽 위원회(IOC) 부위원장으로 선출됨.
- 1993년 2월: 대한체육회 회장, 대한올림픽위원회 위원장으로 선출됨.
- 1994년 1월: 1997년 무주-전주 동계 유니버시아드 조직위원장으로 임명됨.
- 1995년 9월: 1997년 부산 동아시아 경기 대회 조직위원회 위원장, 2002년 부산 아시안 게임 조직위원회 위원장으로 임명됨.
- 1995년 11월: 1999년 강원 동계 아시안 게임 조직위원회 위원장으로 임명됨.
- 1996년 8월: 대한민국 정부로부터 체육 교류 대사로 임명됨.
- 2000년 5월~2004년 5월: 대한민국 제16대 국회 새천년민주당 전국구 6번 의원을 역임함.

## 역대 선거 결과
| 실시년도 | 선거   | 대수 | 직책     | 선거구   | 정당         | 득표수       | 득표율          | 순위         | 당락 | 비고 |
| -------- | ------ | ---- | -------- | -------- | ------------ | ------------ | --------------- | ------------ | ---- | ---- |
| 2000년   | 총선   | 16대 | 국회의원 | 비례대표 | 새천년민주당 | 6,780,625 표 | \| \| 35.90% \| | 비례대표 6번 |      | 초선 |
|          | 35.90% |      |          |          |              |              |                 |              |      |      |

## 가족 관계
- 배우자: 박동숙 ( ~ 2024년 3월 15일)
  - 아들: 김정훈
    - 며느리: 김민선

  - 딸: 김혜원, 김혜정